# الدوري الجنوبي لكرة القدم 2001–02
الدوري الجنوبي لكرة القدم 2001–02 (بالإنجليزية: 2001–02 Southern Football League)‏ هو موسم من الدوري الجنوبي الممتاز. فاز فيه نادي كيترينغ تاون.